# Phyllodactylus bordai
Phyllodactylus bordai este o specie de șopârle din genul Phyllodactylus, familia Gekkonidae, descrisă de William Randolph Taylor în anul 1942. A fost clasificată de IUCN ca specie cu risc scăzut. Conform Catalogue of Life specia Phyllodactylus bordai nu are subspecii cunoscute.